# Израиль на зимних Олимпийских играх 2002
Израиль принимал участие в Зимних Олимпийских играх 2002 года в Солт-Лейк-Сити (США) в третий раз за свою историю. Сборная страны состояла из 5 спортсменов (2 мужчин, 3 женщины), которые приняли участие в соревнованиях по фигурному катанию и шорт-треку.

## Состав сборной
Фигурное катание
1. Сергей Сахновский
2. Алексей Белецкий
3. Галит Хаит
4. Наталья Гудина

 Шорт-трек
1. Ольга Данилов

## Результаты соревнований

### Коньковые виды спорта

#### Фигурное катание
| Спортсмен                       | Соревнование  | танец 1   | танец 1 | танец 2   | танец 2 | оригинальный танец | оригинальный танец | произвольный танец | произвольный танец | Всего     | Всего |
| Спортсмен                       | Соревнование  | Результат | Место   | Результат | Место   | Результат          | Место              | Результат          | Место              | Результат | Место |
| ------------------------------- | ------------- | --------- | ------- | --------- | ------- | ------------------ | ------------------ | ------------------ | ------------------ | --------- | ----- |
| Галит Хаит Сергей Сахновский    | Танцы на льду | 1,2       | 6       | 1,2       | 6       | 3,6                | 6                  | 6,0                | 6                  | 12,0      | 6     |
| Наталья Гудина Алексей Белецкий | Танцы на льду | 3,8       | 19      | 3,8       | 19      | 11,4               | 19                 | 19,0               | 19                 | 38,0      | 19    |

#### Шорт-трек
Женщины
| Спортсмен     | Соревнование | Отборочный раунд | Отборочный раунд | Четвертьфинал         | Четвертьфинал         | Полуфинал             | Полуфинал             | Финал                 | Финал                 |                    |                    |
| Спортсмен     | Соревнование | Результат        | Место            | Результат             | Место                 | Результат             | Место                 | Результат             | Место                 |                    |                    |
| ------------- | ------------ | ---------------- | ---------------- | --------------------- | --------------------- | --------------------- | --------------------- | --------------------- | --------------------- | ------------------ | ------------------ |
| Ольга Данилов | 500 м        | 46.422           | 2 Q              | 46.695                | 4                     | завершила выступление | завершила выступление | завершила выступление | завершила выступление |                    |                    |
| Ольга Данилов | 1000 м       | 1:42.767         | 3                | завершила выступление | завершила выступление | завершила выступление | завершила выступление | завершила выступление | завершила выступление |                    |                    |
| Ольга Данилов | 1500 м       | 2:32.458         | 3 Q              | 2:36.114              | 5                     | не закончила забег    | не закончила забег    | не закончила забег    | не закончила забег    | не закончила забег | не закончила забег |